# Orsolobus montt
Orsolobus montt là một loài nhện trong họ Orsolobidae.
Loài này thuộc chi Orsolobus. Orsolobus montt được Raymond Robert Forster & Norman I. Platnick miêu tả năm 1985.